# Filmes de 1939 da Republic Pictures

## Introdução
Em 1939, a Republic Pictures lançou cinquenta produções.
Dos quatro novos seriados, três eram sobre aventuras de personagens já explorados anteriormente pelo estúdio: Dick Tracy, The Lone Ranger e Zorro. The Lone Ranger Rides Again trouxe a alteração do nome do cavalo de Tonto, o amigo do herói. Antes chamado de White Fella, ele foi rebatizado como Scout (Escoteiro no Brasil, inclusive nos quadrinhos). Essa alteração foi feita primeiramente no programa de rádio.
Man of Conquest, faroeste sobre a vida de Sam Houston, herói do Texas, recebeu três indicações ao Oscar. A comédia She Married a Cop foi indicada na categoria Melhor Trilha Sonora, a segunda de cinco indicações consecutivas que o compositor Cy Feuer recebeu entre 1938 e 1941 (a primeira foi para Storm Over Bengal).

## Prêmios Oscar
Décima segunda cerimônia, com os filmes exibidos em Los Angeles no ano de 1939.
| Filme             | Indicações                                                        | Premiações |
| ----------------- | ----------------------------------------------------------------- | ---------- |
| Man of Conquest   | Melhor Trilha Sonora Melhor Mixagem de Som Melhor Direção de Arte | ---        |
| She Married a Cop | Melhor Trilha Sonora                                              | ---        |

## Seriados do ano
| Título original              | Título PT/BR                                      | Título PT/PT                | Astro             | Diretor                     | Episódios | Gênero   |
| ---------------------------- | ------------------------------------------------- | --------------------------- | ----------------- | --------------------------- | --------- | -------- |
| Daredevils of the Red Circle | Demônios do Círculo Vermelho                      | A Seita do Círculo Vermelho | Charles Quigley   | William Witney/John English | 12        | Policial |
| Dick Tracy's G-Men           | Novas Aventuras de Dick Tracy                     | O Espião Assassino          | Ralph Byrd        | William Witney/John English | 15        | Policial |
| The Lone Ranger Rides Again  | A Volta do Cavaleiro Solitário                    | A Vingança do Fantasma      | Robert Livingston | William Witney/John English | 15        | Faroeste |
| Zorro's Fighting Legion      | A Legião do Zorro ou A Legião de Combate do Zorro | A Legião dos Zorros         | Reed Hadley       | William Witney/John English | 12        | Faroeste |

## Filmes do ano
| Título original        | Título PT/BR                | Título PT/PT            | Astros                            | Diretor            | Gênero     |
| ---------------------- | --------------------------- | ----------------------- | --------------------------------- | ------------------ | ---------- |
| The Arizona Kid        | O Bamba do Arizona          |                         | Roy Rogers, Gabby Hayes           | Joseph Kane        | Faroeste   |
| Blue Montana Skies     |                             |                         | Gene Autry, Smiley Burnette       | B. Reeves Eason    | Faroeste   |
| Calling All Marines    |                             |                         | Don 'Red' Barry, Helen Mack       | John H. Auer       | Espionagem |
| Colorado Sunset        |                             |                         | Gene Autry, Smiley Burnette       | George Sherman     | Faroeste   |
| The Covered Trailer    |                             |                         | James Gleason, Lucile Gleason     | Gus Meins          | Comédia    |
| Cowboys from Texas     | Cowboys do Texas            |                         | Robert Livingston, Raymond Hatton | George Sherman     | Faroeste   |
| Days of Jesse James    | Dias de Jesse James         |                         | Roy Rogers, Gabby Hayes           | Joseph Kane        | Faroeste   |
| Federal Man-Hunt       |                             |                         | Robert Livingston, June Travis    | Nick Grinde        | Drama      |
| Fighting Thoroughbreds |                             |                         | Ralph Byrd, Mary Carlisle         | Sidney Salkow      | Drama      |
| Flight at Midnight     | Voo à Meia-Noite            |                         | Phil Regan, Jean Parker           | Sidney Salkow      | Drama      |
| Forged Passport        |                             |                         | Paul Kelly, June Lang             | John H. Auer       | Policial   |
| Frontier Pony Expresss | Correio da Fronteira        |                         | Roy Rogers, Mary Hart             | Joseph Kane        | Faroeste   |
| Home on the Prairie    |                             |                         | Gene Autry, Smiley Burnette       | Jack Townley       | Faroeste   |
| I Was a Convict        | Regeneração                 |                         | Barton MacLane, Beverly Roberts   | Aubrey Sotto       | Policial   |
| In Old Caliente        | Traição Infame              |                         | Roy Rogers, Mary Hart             | Joseph Kane        | Faroeste   |
| In Old Monterey        | Na Zona do Perigo           |                         | Gene Autry, Smiley Burnette       | Joseph Kane        | Faroeste   |
| Jeepers Creepers       | Onde o Ouro Não É Lei       |                         | Leon Weaver, Frank Weaver         | Frank McDonald     | Faroeste   |
| The Kansas Terrors     | Os Terrores de Texas        |                         | Robert Livingston, Raymond Hatton | George Sherman     | Faroeste   |
| Main Street Lawyer     | Defensor do Povo            |                         | Edward Ellis, Anita Louise        | Dudley Murphy      | Drama      |
| Man of Conquest        | A Grande Conquista          | Assim Nasce um Povo     | Richard Dix, Gail Patrick         | George Nichols Jr. | Faroeste   |
| Mexicali Rose          |                             |                         | Gene Autry, Smiley Burnette       | George Sherman     | Faroeste   |
| Mickey, the Kid        | O Filho do Crime            |                         | Bruce Cabot, Ralph Byrd           | Arthur Lubin       | Policial   |
| Money to Burn          | Pobres Milionários          |                         | James Gleason, Lucile Gleason     | Gus Meins          | Comédia    |
| Mountain Rhythm        |                             |                         | Gene Autry, Smiley Burnette       | B. Reeves Eason    | Faroeste   |
| My Wife's Relatives    | A Família de Minha Mulher   |                         | James Gleason, Lucile Gleason     | Gus Meins          | Comédia    |
| The Mysterious Miss X  | A Misteriosa Miss X         | A Misteriosa Miss X     | Michael Whalen, Mary Hart         | Gus Meins          | Mistério   |
| New Frontier           | A Nova Fronteira            |                         | John Wayne, Ray Corrigan          | George Sherman     | Faroeste   |
| The Night Riders       | Os Três Camaradas           |                         | John Wayne, Ray Corrigan          | George Sherman     | Faroeste   |
| Pride of the Navy      |                             |                         | James Dunn, Rochelle Hudson       | Charles Lamont     | Ação       |
| Rough Riders Round-Up  | Cavaleiros Intrépidos       |                         | Roy Rogers, Mary Hart             | Joseph Kane        | Faroeste   |
| Rovin' Tumbleweeds     |                             |                         | Gene Autry, Smiley Burnette       | George Sherman     | Faroeste   |
| S.O.S. Tidal Wave      | S.O.S. na Onda Tidal        | Uma Nação em Pânico     | Ralph Byrd, George Barbier        | John A. Auer       | Drama      |
| Sabotage               |                             |                         | Arleen Whelan, Gordon Oliver      | Harold Young       | Espionagem |
| Saga of Death Valley   | Legenda do Vale da Morte    |                         | Roy Rogers, Gabby Hayes           | Joseph Kane        | Faroeste   |
| She Married a Cop      |                             |                         | Phil Regan, Jean Parker           | Sidney Salkow      | Comédia    |
| Should Husbands Work?  | Deixem os Maridos Trabalhar |                         | James Gleason, Lucile Gleason     | Gus Meins          | Comédia    |
| Smuggled Cargo         |                             |                         | Barry MacKay, Rochelle Hudson     | John H. Auer       | Drama      |
| South of the Border    |                             |                         | Gene Autry, Smiley Burnette       | George Sherman     | Faroeste   |
| Southward Ho!          | Bandoleiros de Uniforme     |                         | Roy Rogers, Mary Hart             | Joseph Kane        | Faroeste   |
| Street of Missing Men  | A Rua dos Homens Perdidos   |                         | Charles Bickford, Harry Carey     | Sidney Salkow      | Policial   |
| Thou Shalt Not Kill    |                             |                         | Charles Bickford, Owen Davis Jr.  | John H. Auer       | Drama      |
| Three Texas Steers     | Três Cavaleiros do Texas    |                         | John Wayne, Ray Corrigan          | George Sherman     | Faroeste   |
| Wall Street Cowboy     | O Cowboy de Wall Street     |                         | Roy Rogers, Gabby Hayes           | Joseph Kane        | Faroeste   |
| Woman Doctor           | Mãe Antes de Tudo           | Mulheres de Bata Branca | Frieda Inescort, Henry Wilcoxon   | Sidney Salkow      | Drama      |
| Wyoming Outlaw         | Bandoleiro Inocente         |                         | John Wayne, Ray Corrigan          | George Sherman     | Faroeste   |
| The Zero Hour          | Mulher Desejada             | A Hora Trágica          | Frieda Inescort, Otto Kruger      | Sidney Salkow      | Drama      |